# Kungs-Husby kyrka
Kungs-Husby kyrka är en kyrkobyggnad som sedan 2006 tillhör Veckholms församling (tidigare Kungs-Husby församling) i Uppsala stift.  Kyrkan ligger i Husby by som tidigt under medeltiden var en "husby", det vill säga kungsgård och administrativt centrum.

## Kyrkobyggnaden
Kungs-Husby kyrka är en salkyrka av gråsten som består av ett långhus med rakt avslutat kor i öster. Långhuset är indelat i fyra travéer, där koret utgör den östligaste. Norr om koret finns en vidbyggd sakristia och vid långhusets sydvästra sida finns ett vidbyggt vapenhus. Ytterväggarna är gulputsade och har vita omfattningar. Yttertaket är klätt med tjärade furuspån. Östra gavelröstet pryds av två snidade vindskivor, där den ena är mycket gammal. Vindskivan är prydd med snidade, stiliserade bladornament och kan härstamma från 1300-talet. Korfönstrets omfattning och sydväggens spetsbågefönster, nu markerade som nischer i exteriören, är ursprungliga.

### Tillkomst och ombyggnader
Äldre medeltida inventarier, däribland rester av en dopfunt från 1100-talet, tyder på att en tidigare kyrka har funnits i Kungs-Husby. Av nuvarande kyrka är långhusets tre östra travéer och sakristian uppförda under förra hälften av 1300-talet. Under andra hälften av 1400-talet uppfördes vapenhuset. Samtidigt försågs långhus och kor med tegelvalv som ersatte ett tidigare trävalv. Uppe på kyrkvinden finns tydliga rester av ett treklövervalv av trä. Omkring år 1500 dekorerades tegelvalven med kalkmålningar av en okänd konstnär. Målningarna har till stora delar Biblia pauperum som förlaga. Åren 1755-1757 fick kyrkan sin nuvarande storlek då långhuset utökades med västra travéen. Tillbyggnaden försågs med ett kryssvalv av tegel och nya västgavelen försågs med fönster. Kyrkans äldre delar var sedan tidigare försedda med stjärnvalv. År 1676 skadades kyrkan av ett åskoväder, men inte förrän år 1770 blev skadorna åtgärdade. Samtidigt vitkalkades valvmålningarna. Tidigare under 1700-talet hade fönstren förstorats och nya tagits upp. 1859 upptäcktes kalkmålningarna och dessa restaurerades 1860 av Johan Zacharias Blackstadius, som dock här förhållit sig förhållandevis trogen till originalmålningarna i förhållande till många av sina övriga restaurationer. Endast där åskovädret orsakat skador i valvet är målningarna till största del nyskapade av Blackstadius. En grundlig restaurering av interiören gjordes under 1950-talet.

## Inventarier
- En madonna i sten är ett tyskt arbete från mitten av 1300-talet, troligen från Rhenlandet. Madonnan är målad i olika färger och står uppställd i koret.
- I kyrkan finns fem Kristus-bilder. Ett litet triumfkrucifix är troligen ett svenskt arbete från 1200-talet. Tillhörande krona som Kristusgestalten burit är borta. Ännu ett krucifix är från äldre medeltiden och har under senare medeltiden modifierats. Huvudet har böjts och fötterna har lagts ovanpå varandra. Ett större triumfkors är från 1300-talet. Ett processionskrucifix är från 1400-talet. Ett äldre processionskors i 1300-talsstil påträffades 1912 i klockstapeln.
- Fyra helgonfigurer av trä är från senmedeltiden och har sannolikt hört till ett altarskåp.
- Dopfunten av kalksten har cuppa från 1400-talet. Fot och nod är dock äldre.
- Altaruppsats med altarskrank tillverkades 1771 av snickaren Broman från Flakängen i Torsvi.
- Predikstolen sattes upp 1789 och var tillverkad av snickaren J C Krüger i Uppsala efter ritningar av Överintendentsämbetet i Stockholm.
- Merparten av det ursprungliga kyrksilvret försvann dels 1531 samt 1545 när kronan tog upp skatt. Under 1600-talet fanns ett förgylld nattvardskalk med paten samt en sockenbudskalk med paten. Dessutom fanns en liten tennflaska samt en annan gammal tennflaska som användes som vinkanna. 1703 skänktes till kyrkan en oförgylld oblatask. 1726 tillverkades en oförgylld silverkanna. Ännu en oblatask skänktes till kyrkan 1839.
- Ett par kantiga ljusstakar av tenn är inköpta julen 1724 för 15 daler.

### Orgel
Orgeln byggdes 1833 eller 1834 av Pehr Gullbergson, Lillkyrka och var hans första arbete. Tillhörande orgelfasad ritades av arkitekt Carl-Gustaf Blom-Carlsson. Orgeln är mekanisk med slejflåda och har ett tonomfång på 54/20  Orgeln tillbyggdes 1859 av Gullbergson med Fagott 8'. 1898 omändrades Principal 8' av Johan Eriksson, Boglösa socken. 1979 renoverades orgeln av Robert Gustavsson Orgelbyggeri AB, Härnösand.
| Manual              | Pedal   |  |
| Principal 8' B      | Bihängd |  |
| Dubbel Fleut 8' B/D |         |  |
| Fleut d'Amour 8'    |         |  |
| Fugara 8'           |         |  |
| Principal 4'        |         |  |
| Spets Fleut 4'      |         |  |
| Pan FLeut 4'        |         |  |
| Qvinta 2 2⁄3'       |         |  |
| Octava 2'           |         |  |
| Fagott 8' B (1859)  |         |  |

#### Diskografi
- Gamla svenska orglar / Engsö, Rune ; Fagius, Hans ; Jacobson, Lena, orgel. 3CD. BIS-123. 1996.

## Omgivning
- Kyrkogården omges av en stenmur med stigluckor i öster och nordväst.
- En brädklädd och tjärad klockstapel med trubbig spira står på kyrkogården nordost om kyrkan. Stapeln uppfördes 1774 och ersatte en äldre klockstapel som troligen var uppförd 1647. I nuvarande stapel hänger två kyrkklockor. Lillklockan är gjuten 1725 i Stockholm av styckgjutaren Gerhard Meyer. Storklockan som väger ett ton är omgjuten 1819 i Stockholm av Gerhard Horner. I sin ursprungliga gestalt var storklockan mycket gammal och försedd med runor. Möjligen var den lika gammal som äldsta kyrkan. 25 mars 1818 rämnade klockan vid kungsringningen för Karl XIII.
- I kyrkomuren finns runstenarna U 707 och U 708 inmurade. En tredje sten, U 709, står i vapenhuset.

## Bilder från Kungs-Husby kyrka

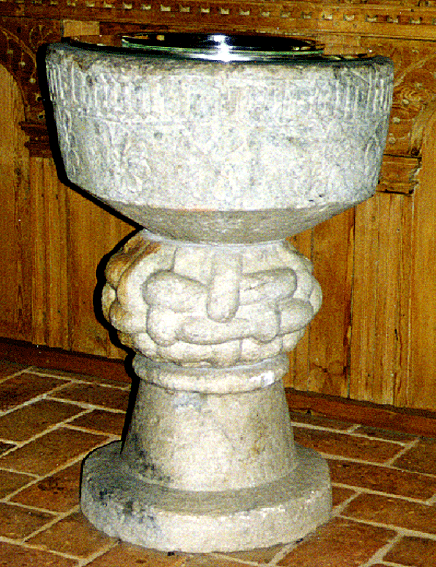
Dopfunt
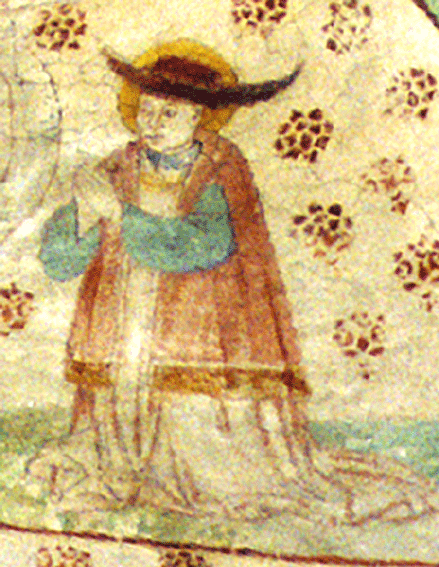
Hieronymus. Detalj från väggmålning.
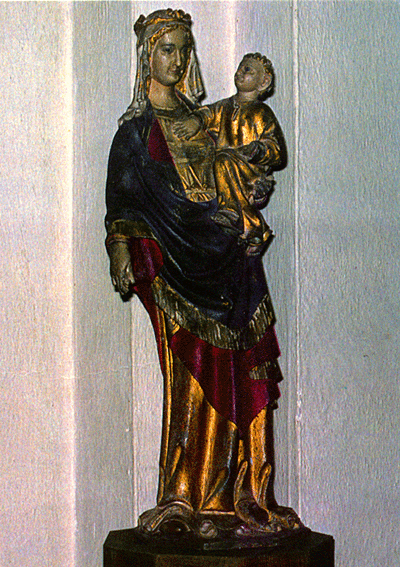
Madonnabild
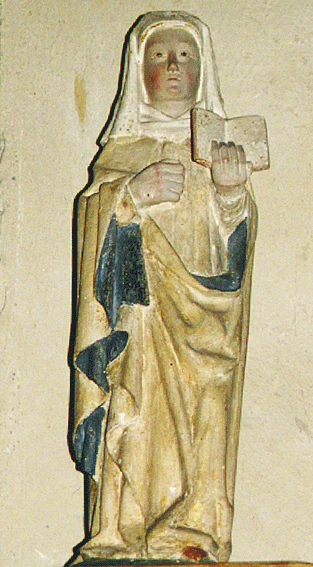
Skulptur föreställande Heliga Birgitta
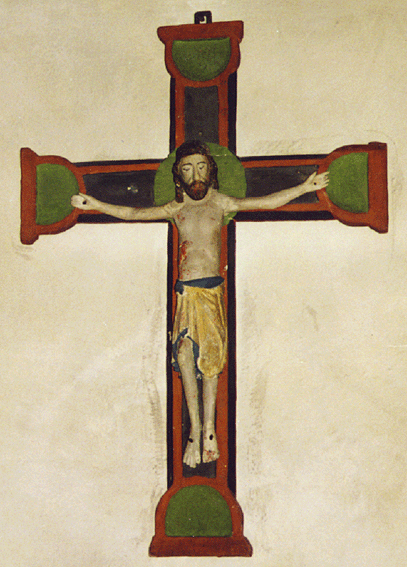
Triumfkrucifix från 1200-talet